# 散乱振幅
散乱振幅（さんらんしんぷく、英語: scattering amplitude）は、量子力学の散乱理論において、定常状態の散乱過程での入射平面波に対する、外向き球面波の振幅である 。

## 定義
散乱過程が定常的であると見なせる場合(弾性散乱など)を考える．
散乱状態の波動関数は、入射平面波と外向き球面波の重ね合わせであると考える。
{\displaystyle \psi (\mathbf {r} )=e^{ikz}+f(\theta ){\frac {e^{ikr}}{r}}}
ここで、 {\displaystyle \mathbf {r} \equiv \{x,y,z\}}はベクトル座標、 {\displaystyle r\equiv |\mathbf {r} |}はベクトル{\displaystyle \mathbf {r} }の長さ、 {\displaystyle e^{ikz}\ } は{\displaystyle z\ }軸方向に入射した波数ベクトル {\displaystyle k\ }の平面波、 {\displaystyle e^{ikr}/r\ } は外向き球面波、{\displaystyle \theta \ } は散乱角、{\displaystyle f(\theta )\ } は散乱振幅である。

## 性質
散乱振幅の次元は長さである。
微分散乱断面積は、以下で表される。
{\displaystyle {\frac {d\sigma }{d\Omega }}=|f(\theta )|^{2}}
低エネルギー領域では、散乱振幅は散乱長によって決定される。

## 部分波展開
部分波展開では、散乱振幅は、部分波の和として表される。
{\displaystyle f(\theta )=\sum _{l=0}^{\infty }(2l+1)f_{l}(k)P_{l}(\cos(\theta ))}
ここで{\displaystyle P_{l}(\cos(\theta ))\ }はルジャンドル多項式、{\displaystyle f_{l}(k)\ }は部分振幅と呼ばれる。
部分振幅はS行列要素{\displaystyle S_{l}=e^{2i\delta _{l}}}と散乱による位相のずれ{\displaystyle \delta _{l}\ }を用いて、以下のように表現できる。
{\displaystyle f_{l}={\frac {S_{l}-1}{2ik}}={\frac {e^{2i\delta _{l}}-1}{2ik}}={\frac {e^{i\delta _{l}}\sin \delta _{l}}{k}}={\frac {1}{k\cot \delta _{l}-ik}}}

## X線
X線の散乱長は、トムソン散乱長もしくは古典電子半径 {\displaystyle r_{0}} である。

## 中性子
中性子散乱過程は、{\displaystyle b} で記述されるコヒーレント中性子散乱長を含んでいる。

## 量子力学的形式
量子力学的アプローチは、S行列形式で行う。